# Зіляктау
Зілякта́у (рос. Зиляктау, башк. Еләктау) — присілок у складі Татишлинського району Башкортостану, Росія. Входить до складу Шулгановської сільської ради.
Населення — 11 осіб (2010; 24 у 2002).
Національний склад:
- башкири — 96 %